# Список обстрелов территории Израиля из сектора Газа в 2012 году

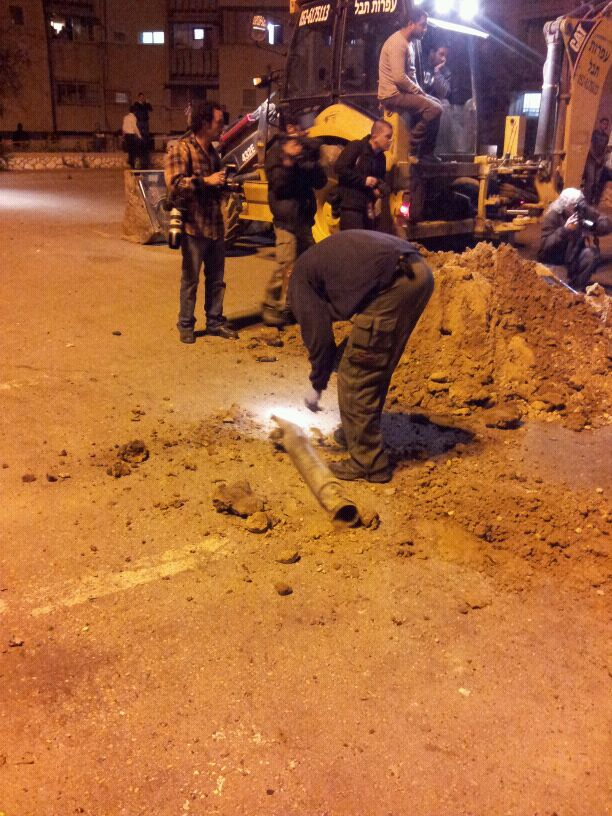
Ракета из Газы, взорвавшаяся 14 марта 2012 года в городе Нетивот (1 раненый)

Это подробный список ракетных и миномётных обстрелов Израиля в 2012 году с территории сектора Газа.
За этот период по территории Израиля из Газы было выпущено 2078 ракет, из которых 520 были сбиты системой ПРО. Всего проведено 794 ракетных обстрела — без учета миномётных. Вместе с минометными обстрелами по Израилю было выпущено 2327 ракет и снарядов. 2012 год стал рекордным по числу выпущенных ракет и интенсивности обстрелов. В результате обстрелов 5 человек погибло и 107 было ранено. Сокращение обстрелов стало одной из объявленных целей военной операции Израиля «Облачный столп», проходившей с 14 по 21 ноября 2012 года.

## Январь
1 января
Два фосфорных минометных снаряда были выпущены утром этого дня с территории сектора Газа, они упали в поле (на территории регионального совета Эшколь), никто не пострадал. Вскоре израильскими властями была подана жалоба в ООН, генеральный секретарь этой организации осудил обстрел мирных жителей фосфорными снарядами.
19 января
Вечером 19 января на территорию регионального совета Шаар-ха-Негев была выпущена ракета «кассам».
21 января
Рано утром палестинские террористы выпустили три ракеты, упавших на территории регионального совета Эшколь. Ракеты взорвались на пустующей территории, вреда они не причинили. В ответ Армия обороны Израиля обстреляла сектор Газа в районе Рафиаха.
22 января
Поздним вечером террористы обстреляли территорию регионального совета Эшколь, никто не пострадал.
24 января
Две ракеты «Кассам» упали на территории регионального совета Эшколь, никто не пострадал.
27/28 января
Одна ракета «Кассам» упала на территории регионального совета Шаар-ха-Негев, пострадавших нет.

## Февраль
1 февраля
Восемь ракет были выпущены по территории Израиля, никто не погиб, ущерба нанесено не было. Уже на следующий день Армия обороны Израиля поразила шесть целей в секторе Газа.
6 февраля
Кассам упал на территории регионального совета Шаар-ха-Негев, никто не пострадал.
10 февраля
Ракета упала в населённом на территории регионального совета Хоф Ашкелон, люди не пострадали, однако зданиям был нанесён лёгкий ущерб.
11 февраля
Ракета, запущенная палестинскими террористами, упала в региональном совете Эшколь. Никто не пострадал. В ответ Израиль обстрелял сектор Газа, целями стали три туннеля для переправки оружия и оружейную мастерскую. Один мирный житель погиб, другой был ранен.
15 февраля
Палестинцы выпустили пять ракет по Израилю. По две ракеты приняли на себя региональные советы Сдот-Негев и Хоф Ашкелон, повреждений зафиксировано не было. Армия обороны Израиля ответила террористам обстрелом, по сообщению агентства Интерфакс пострадало четыре человека.
17 февраля
Вечером этого дня две ракеты были выпущены из сектора Газа, одна упала на территории совета Эшколь, другая в совете Хоф-Ашкелон. Никто не пострадал.
18 февраля
Ракета «Град» упала к северу от Беэр-Шевы, никто не пострадал. Также из Газы был выпущен «кассам», который взорвался на территории самого Сектора, над жилым домом, также никто не пострадал.
19 февраля
Две ракеты упали на территории совета Сдот-Негев, никто не пострадал, ущерба принесено не было.

## Суммарная статистика
| Месяц    | Ракетные обстрелы | Ракетные обстрелы | Результат обстрелов | Результат обстрелов | Ответные действия Израиля | Ответные действия Израиля |
|          | Ракеты            | Мины              | Убито               | Ранено              | Убито                     | Ранено                    |
| -------- | ----------------- | ----------------- | ------------------- | ------------------- | ------------------------- | ------------------------- |
| Январь   | 9                 | 7                 |                     |                     |                           |                           |
| Февраль  | 36                | 1                 |                     |                     | 1                         | 1                         |
| Март     | 173               | 19                |                     | 14                  | 26                        |                           |
| Апрель   | 10                |                   |                     |                     |                           |                           |
| Май      | 3                 |                   |                     |                     |                           |                           |
| Июнь     | 83                | 11                |                     | 1                   |                           |                           |
| Июль     | 18                | 9                 |                     | 1                   |                           |                           |
| Август   | 21                | 3                 |                     | 1                   |                           |                           |
| Сентябрь | 17                | 8                 |                     | 7                   |                           |                           |
| Октябрь  | 116               | 55                |                     |                     | 8                         | 2                         |
| Ноябрь   | 1734              | 83                | 6                   | 45                  | 6                         | 51                        |
| Декабрь  | 1                 |                   |                     |                     |                           |                           |
| Всего    | 2221              | 196               | 6                   | 69                  | 41                        | 54                        |